# Michael Wycoff
Michael Mycoff (Torrance, 1 januari 1956 – Los Angeles, 13 maart 2019) was een Amerikaanse soul-, r&b- en funkzanger.

## Biografie
Wycoff ging naar de Wilmington Junior High School en Phineas Banning High School in Wilmington (Californië). Hij speelde keyboards en zong in talentenjachten van de school. Wycoff zong back-up op het album Songs in the Key of Life van Stevie Wonder. Hij tekende een solocontract bij RCA Records en bracht tussen 1981 en 1983 drie albums uit, waarmee hij enkele hitsingles scoorde in de Amerikaanse r&b-hitlijsten. Zijn tweede album Love Conquers All bevatte het nummer Looking Up to You, dat werd gesampled door de r&b-groep Zhané uit de jaren 1990 op hun hit Hey Mr. D.J. in 1993. Wycoff bezweek aan een verslaving aan drugs en alcohol. Door zijn verslaving verloor hij uiteindelijk zijn carrière, zijn huis en zijn gezin en werd hij dakloos. Totaal aan de grond vond hij zijn weg terug door zijn geloof, werd zijn verslaving de baas en werd uiteindelijk Minister of Music bij verschillende kerken in Los Angeles. Zijn oudste zoon is dj, die in mei 2013 zijn eigen album A Boy and His Toys uitbracht onder de naam DJ Michael Wycoff.

## Overlijden
Michael Wycoff overleed in maart 2019 op 63-jarige leeftijd.

## Discografie

### Singles
- 1980:	Feel My Love
- 1981:	One Alone
- 1982:	Looking Up to You
- 1982: Still Got the Magic (Sweet Delight)
- 1983:	Tell Me Love
- 1983: There's No Easy Way

### Albums
- 1980:	Come to My World (RCA Records)
- 1982:	Love Conquers All (RCA Records)
- 1983:	On the Line (RCA Records)

- Biblioteca Nacional de España: XX1781229
- MusicBrainz: 3adb3661-0d5b-4b0b-8ed4-f859d46d5494
- Virtual International Authority File: 87566118
- WorldCat: E39PBJcWy8YKKXx4GmY9VWBXVC